# André Raimbert
Pour les articles homonymes, voir Raimbert.
André Raimbert est un architecte français né le 14 mars 1865 à Paris où il est mort le 28 mai 1927.

## Biographie
Né en 1865, André Raimbert entre à l'école des Beaux-Arts en 1883 et suit les ateliers des professeurs Daumet, Girault et d'Esquié, dont il sort diplômé en 1894 avec un projet de « sanatorium pour enfants ». Dans la plupart de ses travaux, il est associé avec Jean Papet (1889-1965) qui épouse Marguerite Marie Madeleine Raimbert le 22 mai 1918 à Paris et qui sort également diplômé de l'école des Beaux-Arts le 21 février 1922 avec pour sujet de fin d'études « la tribune réservée d'un champ de courses ». Raimbert demeure dans l'immeuble du 5 rue de Messine (8e arrondissement de Paris), qu'il dessiné, mais où réside aussi Papet.
Le duo conçoit plusieurs hippodromes : Maisons-Laffitte, Saint-Ouen, Saint-Denis-La Courneuve. Pour l'hippodrome de Rio de Janeiro et celui de l'hippodrome de Deauville-Clairefontaine, qui sera inauguré en 1928 un an après sa disparition accidentelle, Raimbert s'associe avec Louis Lefranc. Par la suite, Papet concevra seul les hippodromes de Marcq-en-Barœul et d'Enghien.
André Raimbert dessine le nouvel hippodrome de Maisons-Laffitte inauguré en 1902 pour prendre la suite de celui de 1878. l’architecte adopte le style néo-régionaliste normand avec des « pans de bois aux multiples combinaisons, toits à pans brisés aux nombreux décrochements, épis de faîtage pittoresques ». Il modernise en 1903 l'éphémère hippodrome de Saint-Ouen, construisant les premières tribunes de cet équipement  installé depuis 1881 dans l’ancien parc du château. Leur style reprend celui utilisé à Maisons-Laffitte, mais l'hippodrome ferme en 1914 avant d'être détruit en 1917. 
Face à la progression du nombre d'étudiants, la construction d’une nouvelle École supérieure d’électricité (Supélec) est décidée en 1924 en périphérie de Paris. Le site retenu est l’emplacement d'une ancienne briqueterie à Malakoff. André Raimbert s'adjoint Jean Papet et Georges Appia. La cérémonie de la pose de la première pierre est organisée le 9 novembre 1925, en présence du président de la République, Gaston Doumergue, et du ministre de l’Instruction publique, Yvon Delbos. L'école est inaugurée le 10 novembre 1927 mais André Raimbert est mort accidentellement en juin 1927. Intégrés à l'université Paris-Descartes après le déménagement de Supélec en 1975, les bâtiments sont inscrits à l’inventaire supplémentaire des monuments historiques en 2004.

## Principales réalisations

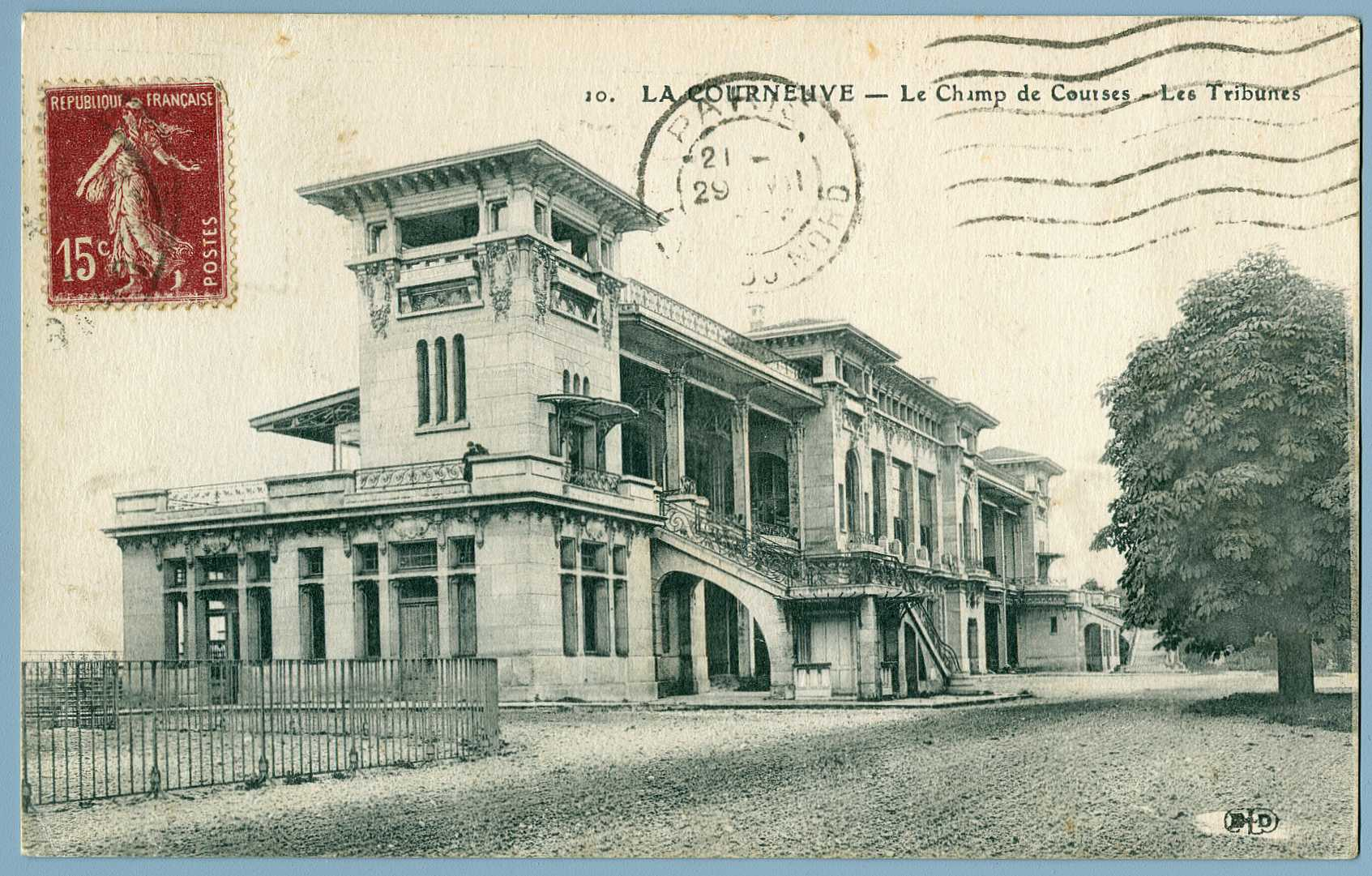
Les tribunes de l'hippodrome de Marville, vers 1913.

Parmi les réalisations notables d'André Raimbert, plusieurs sont travaillées avec la collaboration de Jean Papet (1889-1965), les exceptions de cette liste étant le golf de Jouy-en-Josas et l'immeuble de la rue de Messine.
- 1902 : Hippodrome de Maisons-Laffitte (actuelles Yvelines)
- 1902 : Hippodrome de Saint-Ouen (actuelle Seine-Saint-Denis).
- 1905 : Pavillon du golf de la Boulie à Jouy-en-Josas (Yvelines)
- 1907 : Immeuble du 5 rue de Messine à Paris
- 1910 : Hippodrome de Marville à Saint-Denis (Seine-Saint-Denis)
- 1924 : Lotissement concerté à Neuilly-sur-Seine (actuels Hauts-de-Seine)
- 1927 : Ancienne école supérieure d’électricité (actuellement rattaché à l'université Paris-Cité) à Malakoff (actuels Hauts-de-Seine)
- 1927 : Hippodrome de Deauville (Clairefontaine)